# Gadolinium
Gadolinium (chemická značka Gd, latinsky Gadolinium) je měkký stříbřitě bílý, vnitřně přechodný kovový feromagnetický prvek, osmý člen skupiny lanthanoidů. Nachází využití v jaderné energetice a při výrobě počítačových pamětí.

## Základní fyzikálně-chemické vlastnosti
Gadolinium je stříbřitě bílý, měkký přechodný feromagnetický kov.
Chemicky je gadolinium méně reaktivní než předchozí prvky ze skupiny lanthanoidů. Na suchém vzduchu je prakticky stálé, ve vlhkém prostředí se pomalu pokrývá vrstvičkou oxidu. S vodou reaguje gadolinium velmi pozvolna za vzniku plynného vodíku, ale snadno se rozpouští v běžných minerálních kyselinách.
Ve sloučeninách se vyskytuje pouze v mocenství Gd3+ a jejich vlastnosti jsou značně podobné sloučeninám ostatních lanthanoidů a hliníku. Všechny tyto prvky tvoří například vysoce stabilní oxidy, které nereagují s vodou a jen velmi obtížně se redukují. Ze solí anorganických kyselin jsou důležité především fluoridy a fosforečnany, jejich nerozpustnost ve vodě se používá k separaci lanthanoidů od jiných kovových iontů. Gadolinité soli jsou obvykle bezbarvé nebo bílé.
Gadolinium jako jediný lanthanoid a jediný kov mimo skupinu kovů triády železa vykazuje feromagnetické vlastnosti a je proto silně přitahován magnety. Feromagnetismus se však projevuje za nižších teplot než pokojových (viz Curieova teplota).
Významnou vlastnosti gadolinia je nejvyšší účinný průřez pro záchyt tepelných neutronů ze všech známých prvků.

## Historie objevu
Roku 1880 objevil švýcarský chemik Jean Charles Galissard de Marignac neznámé emisní čáry ve spektru didymu a minerálu gadolinitu a přiřadil je doposud neznámému prvku z řady lanthanoidů. Čistý oxid gadolinitý izoloval francouzský chemik Paul Émile Lecoq de Boisbaudran roku 1886 z oxidu yttria.
Jméno získalo gadolinium podle minerálu, který byl pojmenován po finském chemiku a geologovi Johanu Gadolinovi.

## Výskyt a výroba
Gadolinium je v zemské kůře obsaženo v koncentraci 5,4–6,4 mg/kg, o jeho obsahu v mořské vodě chybí údaje. Ve vesmíru připadá jeden atom gadolinia na 100 miliard atomů vodíku.
V přírodě se gadolinium vyskytuje pouze ve formě sloučenin. Neexistují však ani minerály, v nichž by se některé lanthanoidy (prvky vzácných zemin) vyskytovaly samostatně, ale vždy se jedná o minerály směsné, které obsahují prakticky všechny prvky této skupiny. Mezi nejznámější patří monazity (Ce,La,Th,Nd,Y)PO4 a xenotim, chemicky fosforečnany lanthanoidů, dále bastnäsity (Ce,La,Y)CO3F, tj. směsné fluorouhličitany prvků vzácných zemin a např. minerál gadolinit (Ce,La,Nd,Y)2FeBe2Si2O10.
Velká ložiska těchto rud se nalézají ve Skandinávii, USA, Číně a Vietnamu. Významným zdrojem jsou i fosfátové suroviny – apatity z poloostrova Kola v Rusku.
Při průmyslové výrobě prvků vzácných zemin se jejich rudy nejprve louží směsí kyseliny sírové a chlorovodíkové a ze vzniklého roztoku solí se přídavkem hydroxidu sodného vysráží hydroxidy.
Separace jednotlivých prvků se provádí řadou různých postupů – kapalinovou extrakcí, za použití ionexových kolon nebo selektivním srážením nerozpustných komplexních solí.
Příprava čistého kovu se obvykle provádí redukcí oxidu gadolinitého Gd2O3 elementárním vápníkem.

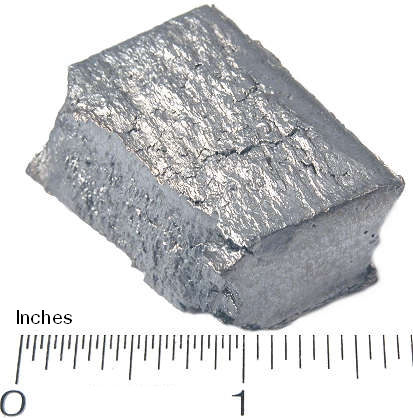
kovové gadolinium

Gd2O3 + 3 Ca → 2 Gd + 3 CaO

## Použití a sloučeniny
Ferromagnetické vlastnosti gadolinia se využívá při výrobě počítačových pevných disků a jiných paměťových médií pro výpočetní techniku.
Vysoký účinný průřez pro záchyt neutronů se uplatní především v jaderné energetice. Gadolinium je podstatnou součástí moderátorových tyčí v jaderných reaktorech, které slouží k regulaci intenzity štěpné reakce v reaktoru. Při zasunutí těchto tyčí do nitra reaktoru dojde k záchytu většiny uvolněných neutronů a tím k zpomalení nebo úplnému zastavení štěpné reakce. Vzhledem k vysoké výrobní ceně gadolinia jsou tyto materiály používány jen ve speciálních případech, např. v reaktorech jaderných ponorek a podobně.
V metalurgickém průmyslu slouží přídavky malých množství gadolinia ke zlepšení vlastností vysoce legovaných ocelí, zlepšují jejich opracovatelnost a odolnost proti korozi.
V medicíně se sloučeniny gadolinia (cheláty) používají jako kontrastní látky při vyšetření pacienta metodou magnetické rezonance, což však může být spojeno s různými riziky. Injekčně aplikované soli gadolinia slouží ke zvýraznění odezvy vyšetřované tkáně.